# Gornja Visočka
Gornja Visočka – wieś w Chorwacji, w żupanii karlowackiej, w mieście Slunj. W 2011 roku liczyła 16 mieszkańców.